# Floragatan, Stockholm

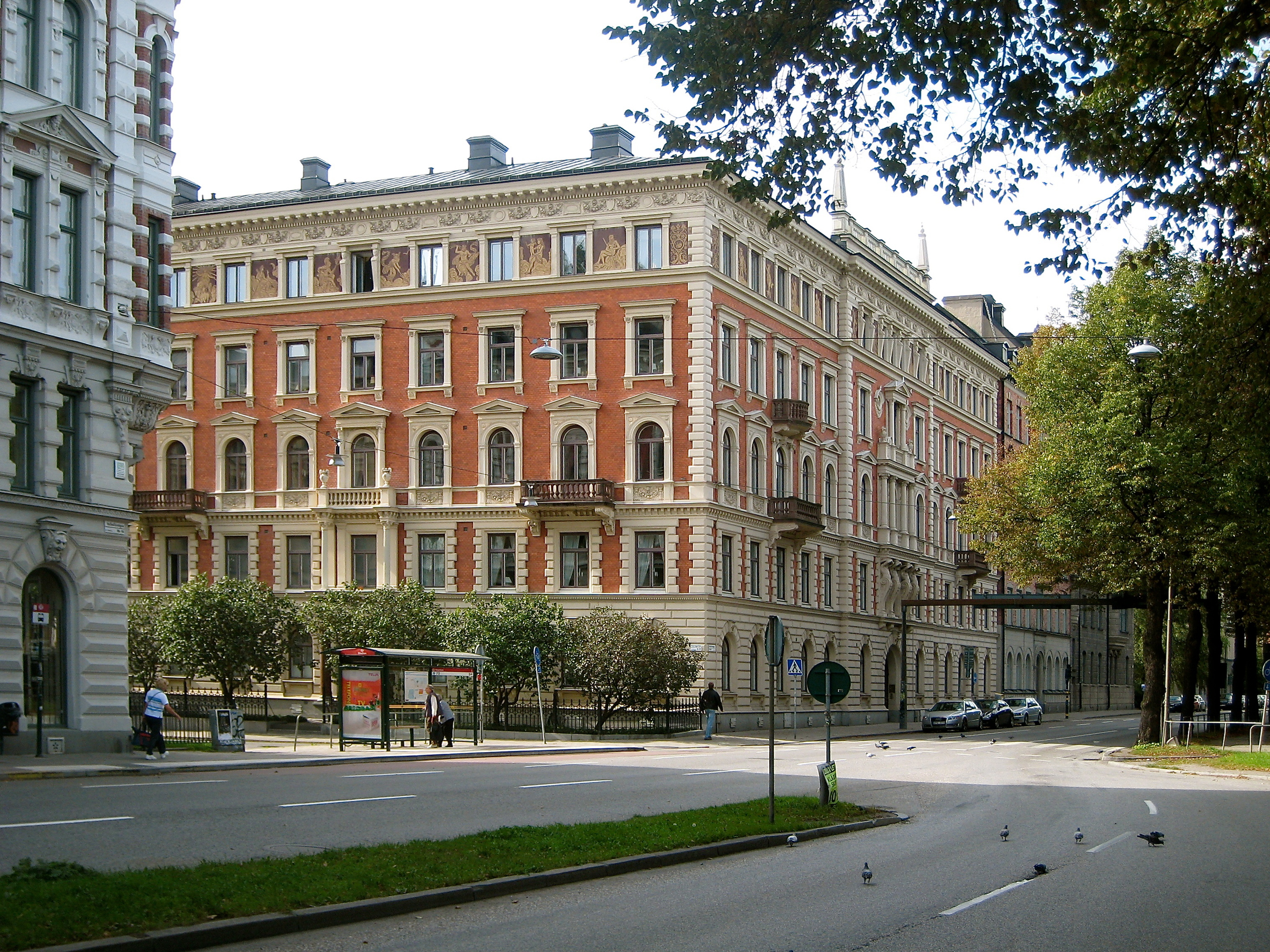
Floragatan till vänster, från Valhallavägen

Floragatan är en gata i Villastaden på Östermalm i centrala Stockholm som förbinder Karlavägen med Valhallavägen. Den två kvarter långa gatan korsar Östermalmsgatan. Längs gatan finns en välbevarad, kulturhistoriskt värdefull, äldre bebyggelse. Floragatan var en av de stora exploateringarna av området norr om Humlegården som genomfördes på 1870-talet för att skapa en villastad efter engelskt och tyskt mönster. Med tiden kom stigande markpriser och fastighetsspekulation att innebära att flertalet villor revs och ersattes med praktfulla flerbostadshus samt att förgårdarna bebyggdes. Floragatan är en av Sveriges dyraste adresser tillsammans med bland annat Strandvägen och Narvavägen.

## Bebyggelse

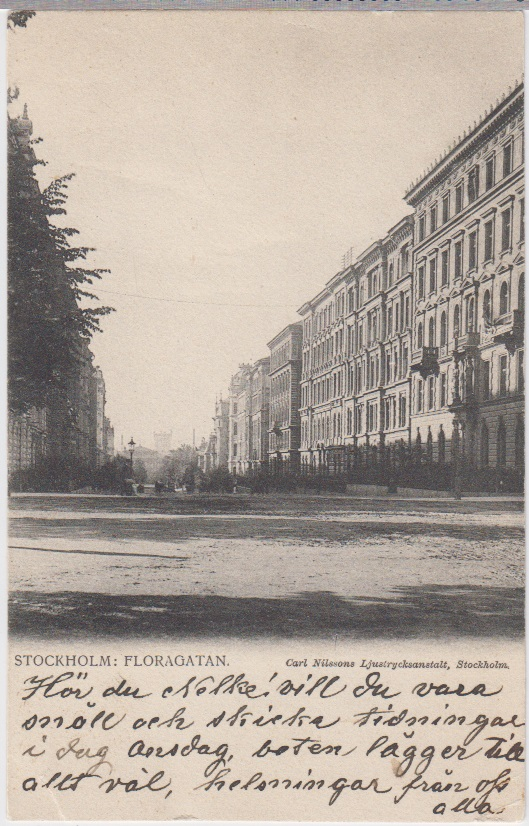
Carl Nilssons Ljustrycksanstalt, Stockholm.

Sträckan mellan Östermalmsgatan och Valhallavägen präglas av eleganta hyreshus från 1880-talet medan sträckan mellan Karlavägen och Östermalmsgatan innehåller enstaka fristående äldre villor enligt den ursprungliga planen för villastaden.
Speciellt välbevarad är den Curmanska villan på Floragatan 3, som Carl och Calla Curman lät uppföra 1880–1881. Byggnaden är inspirerad av Karl Friedrich Schinkels arbeten i Berlin och Potsdam och är en fri tolkning av ett romerskt lanthus med ett högt, glastäckt atrium som centralrum. Grannhuset, Floragatan 1, vid korsningen med Karlavägen är en mycket stor, numera kontoriserad, enfamiljsvilla från 1876, som fick sin nuvarande utformning 1919–1920 efter ritningar av arkitekt Ivar Tengbom. Den sista privata ägaren var affärsmannen Axel Axelson Johnson. I Villa Sandrew på nummer 4 återfinns huvudkontoret för Anders Sandrews Stiftelse.
Vid korsningen med Valhallavägen ligger två av Stockholms mest värdefulla 1800-talshus, Granen 14 från 1887 ritat av Johan Laurentz och den kulturminnesmärkta byggnaden Björken 18 ritad av Fredrik Dahlberg och uppförd 1885. På Floragatan 8  låg tidigare Florakyrkan som invigdes 1885, men revs 1966.
Bland de moderna husen på gatan finns den forna tjeckoslovakiska ambassaden på Floragatan 13 i brutalistisk stil uppförd 1970–1972; ett bostadshus uppfört 1961–1965 efter ritningar av Anders Tengbom på nummer 10 med byggmästare Nils Nessen;och Floragatan 11 ritat av Sven Markelius och uppfört 1958–1961 på platsen för det Håvanderska huset.
Bland dagens hyresgäster finns flera ambassader, på Floragatan 1 finns numera Malaysias ambassad och i den Curmanska villan ligger Thailands ambassad. Tidigare fanns även tjeckoslovakiska ambassaden här.

## Bilder

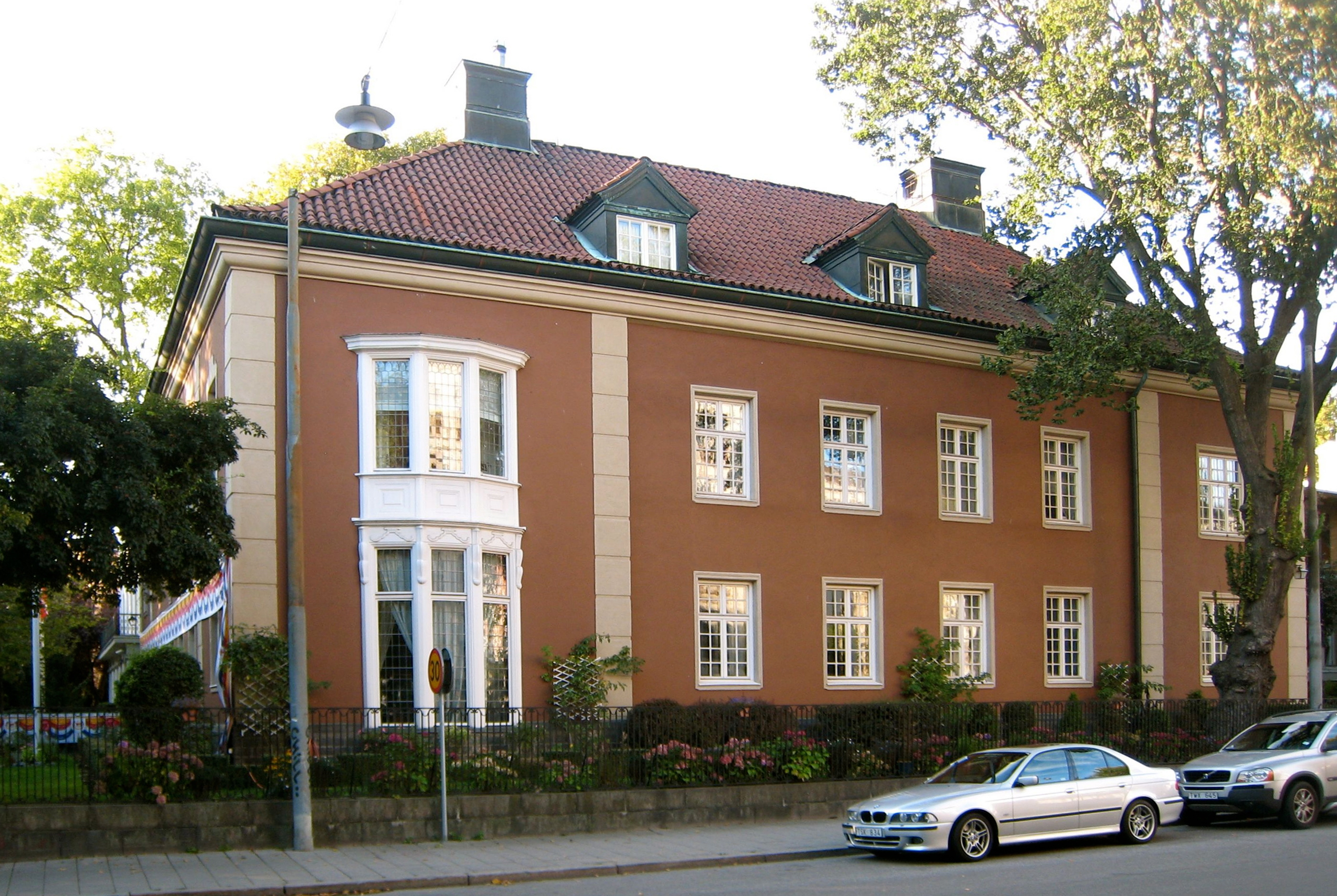
Malaysias ambassad, Floragatan 1
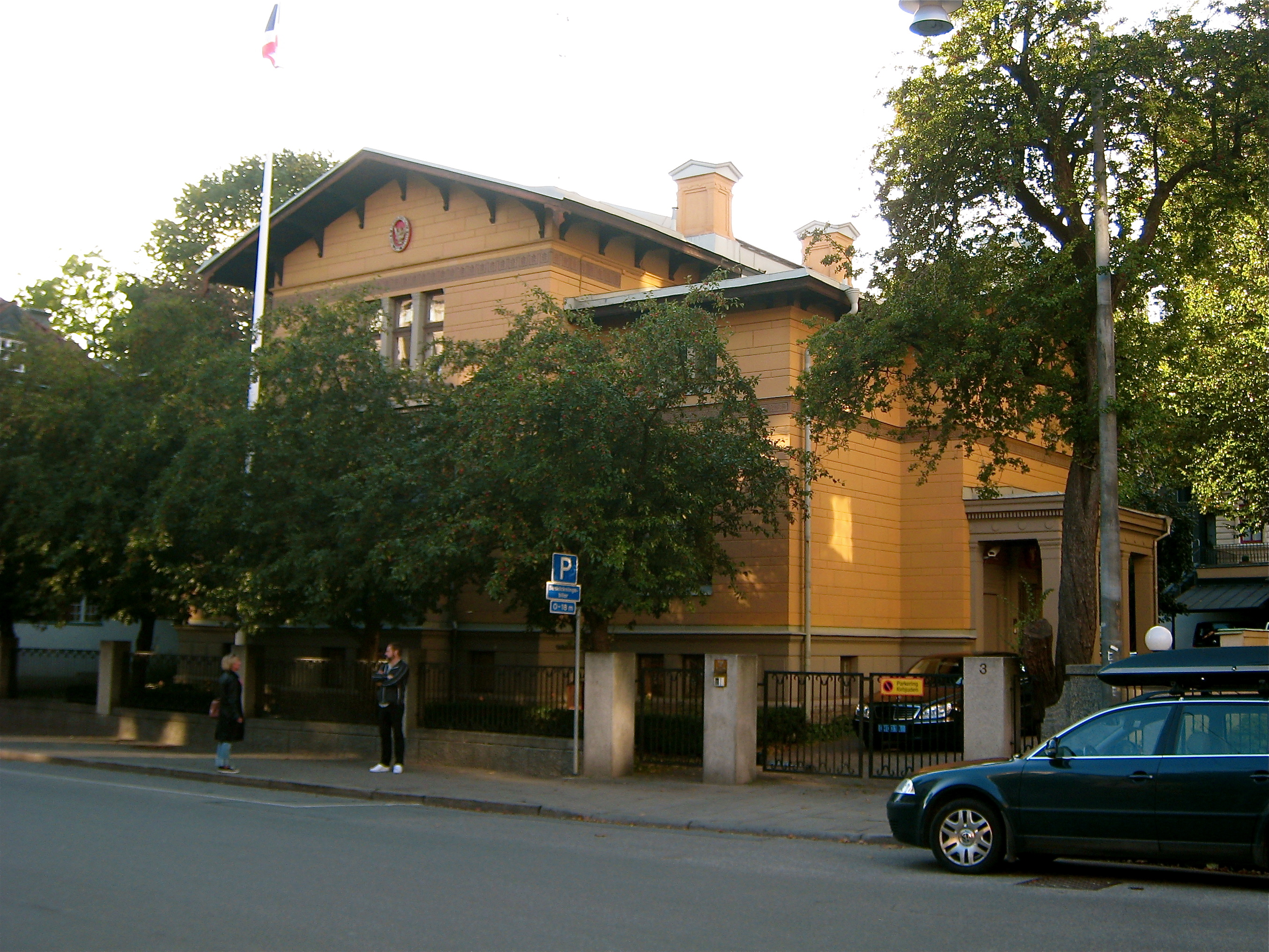
Curmanska villan på Floragatan 3.
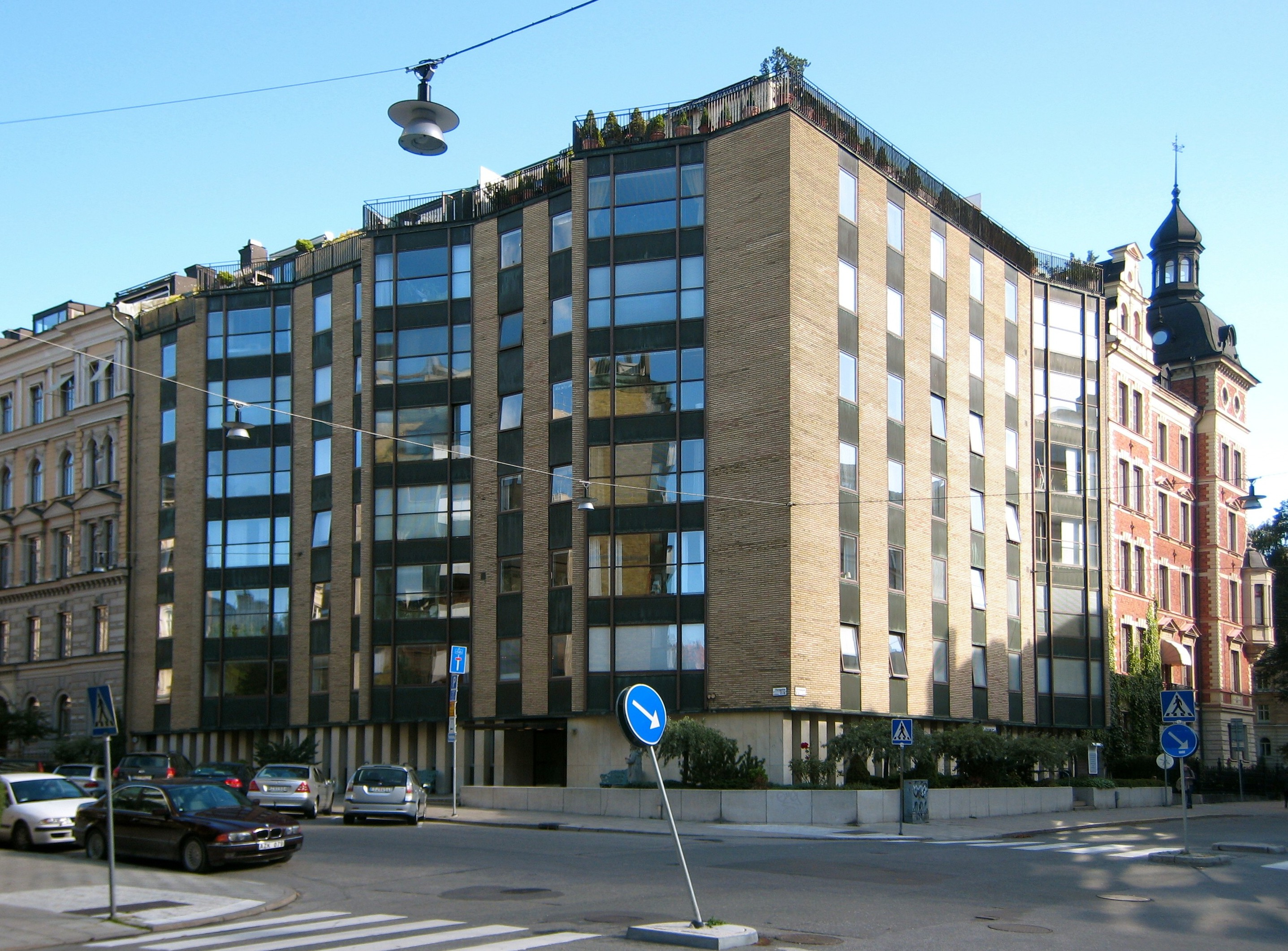
Floragatan 10 vid korsningen med Östermalmsgatan.
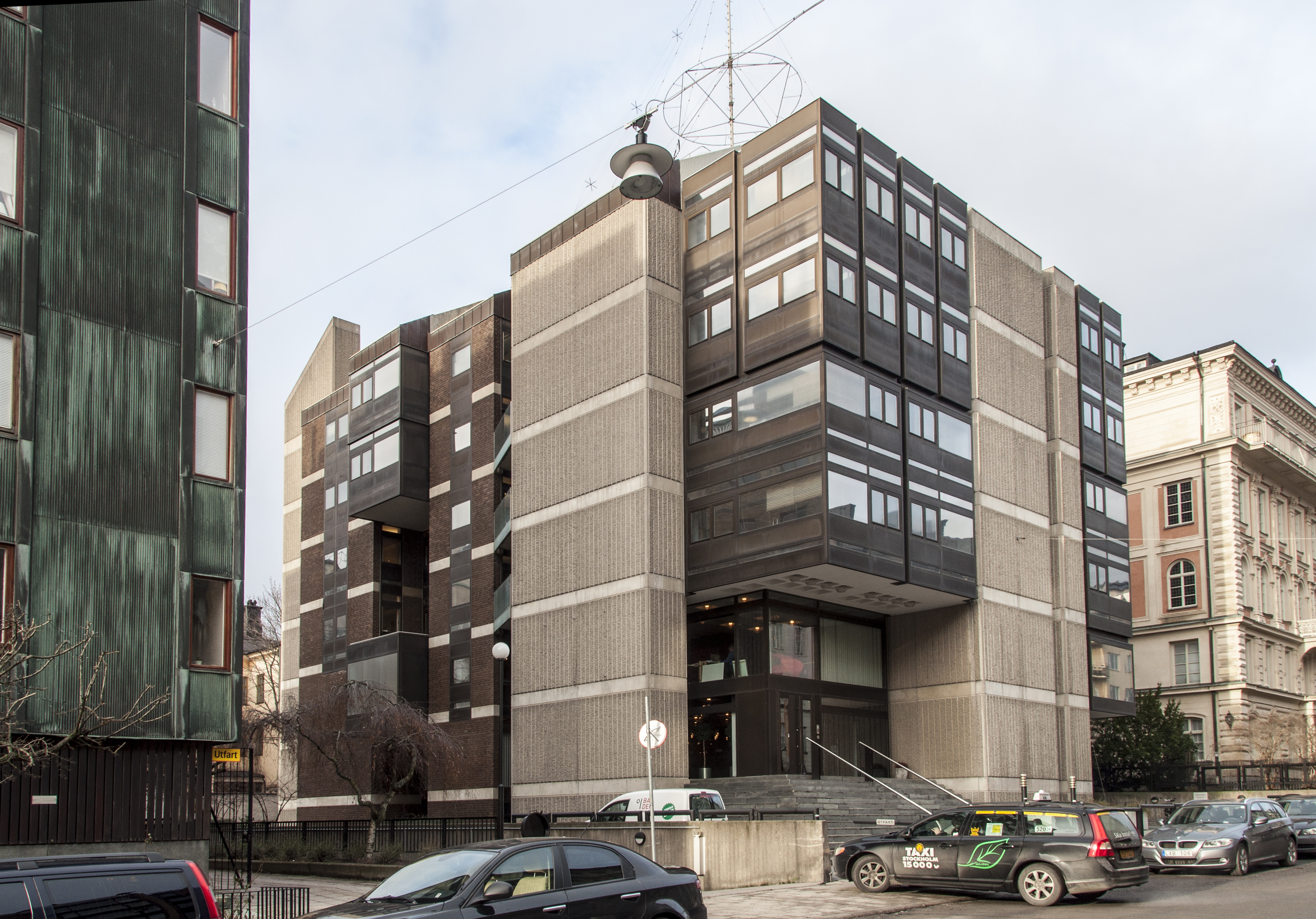
Floragatan 13
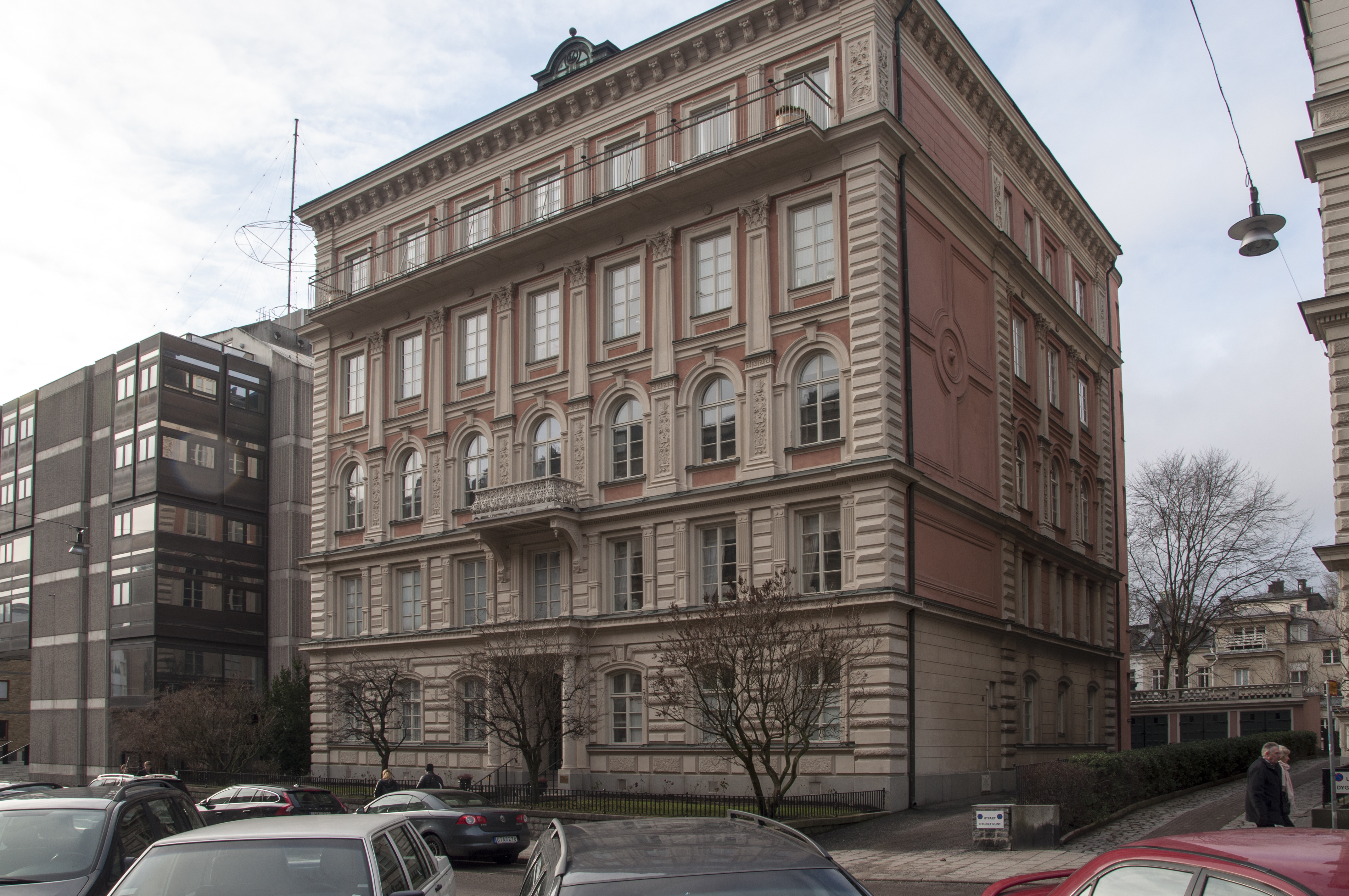
Floragatan 15